# Chiesa di San Giovanni Battista (Ceppaloni)
La chiesa di San Giovanni Battista è un edificio religioso che si trova in frazione San Giovanni del comune di Ceppaloni, in provincia di Benevento e arcidiocesi di Benevento.

## Storia

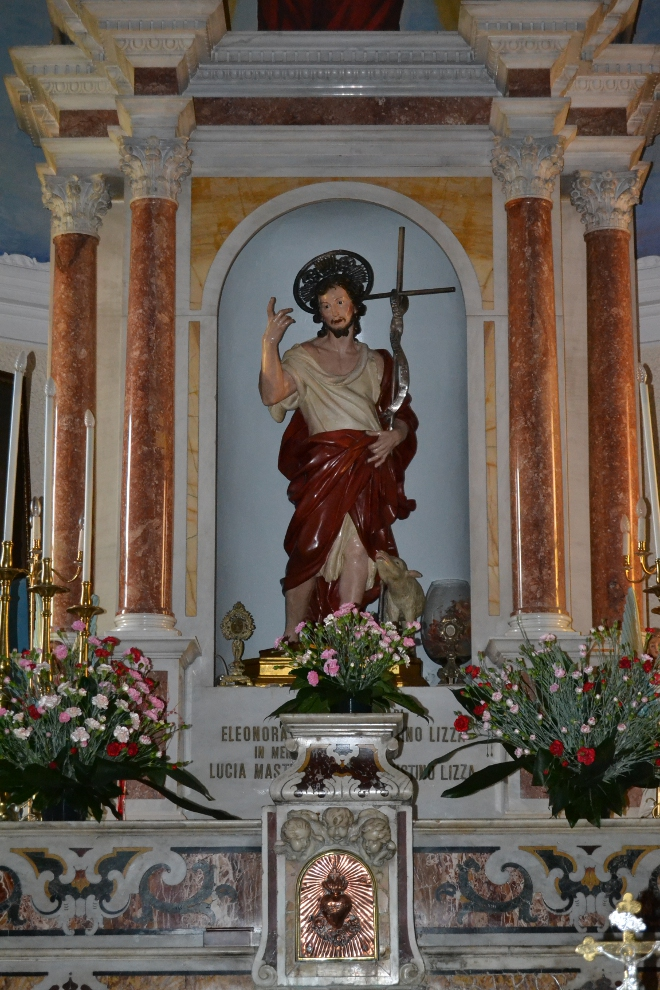
Statua raffigurante San Giovanni Battista

La chiesa è di antica fondazione essendo citata per la prima volta in documenti del XII secolo. Essa serviva l'antico casale di San Giovanni in Pino.
Nel 1687 l'edificio era una cappella a pianta rettangolare di modeste dimensioni (10 m x 8 m circa). Nel 1706 fu costruito un nuovo altare in stile barocco consacrato dal Cardinale Vincenzo Maria Orsini e dedicato alla Vergine Maria, a san Giovanni Battista e a san Matteo apostolo.
La chiesa ha un'unica navata e subì un ampliamento alla metà del Settecento assumendo l'impianto che conserva tuttora. Ai lati dell'altar maggiore sono poste le statue della Madonna Addolorata e dell'Immacolata Concezione. Sulle pareti laterali sono presenti delle nicchie con le statue di: santa Lucia, Maria SS. del Carmine, san Vito, santa Filomena e san Antonio da Padova.
Il soffitto è decorato con un affresco che rappresenta il Battesimo di Gesù, opera del pittore Rocco Pennino.

## Parrocchia
Nel XII-XIII secolo la chiesa è menzionata quale sede parrocchiale. La chiesa era dipendente dalla chiesa arcipretale di San Nicola vescovo di Ceppaloni e vi era preposto un rettore.
Nel 1905 l'arcivescovo di Benevento concesse ampia autonomia nella gestione della rettoria. Con decreto arcivescovile del 1º giugno 1945 la chiesa di San Giovanni Battista venne eretta in autonoma parrocchia.
La circoscrizione parrocchiale coincide con l'ambito amministrativo della frazione San Giovanni del comune di Ceppaloni.